# Champ de Mars metróállomás
Champ de Mars metróállomás (francia kiejtés: [/ʃɑ̃ d(ə) maʁs/]) egy szellemállomás a párizsi metró 8-as vonalán, a la Motte-Picquet - Grenelle és az École Militaire állomások között. Párizs 7. kerületeében, a Champ-de-Mars nevű közkert délnyugati részén található.

## Az állomás
Az állomást 1913-ban nyitották meg, és 1939. szeptember 2-án zárták be. Ma a Champ de Mars közkertjétől északnyugatra található RER C vonalának állomása vette fel a nevét, és Gare du Champ de Mars - Tour Eiffel néven fut, a Bir-Hakeim állomáson csatlakozik a 6-os vonalhoz.

## Metróvonalak
Az állomást az alábbi metróvonalak érintik:
- 8-as metróvonal

## Kapcsolódó állomások
A metróállomáshoz az alábbi állomások vannak a legközelebb:
- La Motte-Picquet – Grenelle (8-as metróvonal)
- École Militaire (8-as metróvonal)